# 10238 Ananyakarthik
A 10238 Ananyakarthik (ideiglenes jelöléssel (10238) 1998 SO140) a Naprendszer kisbolygóövében található aszteroida. A LINEAR program keretében fedezték fel 1998. szeptember 26-án.

## Kapcsolódó szócikk
- Kisbolygók listája (10001–10500)